# Gonzalagunia rojasii
Gonzalagunia rojasii är en måreväxtart som beskrevs av Paul Carpenter Standley. Gonzalagunia rojasii ingår i släktet Gonzalagunia och familjen måreväxter.
Artens utbredningsområde är Guatemala. Inga underarter finns listade i Catalogue of Life.